# Веселин Ђуровић
Веселин Ђуровић – Ага (Велета, код Даниловграда, 1924 — Врбница, код Фоче, 13. јун 1943), учесник Народноослободилачке борбе и народни херој Југославије.

## Биографија
Рођен је 1924. године у селу Велетa, код Даниловграда. До 1941. године се бавио земљорадњом. Годину дана уочи рата постао је члан Савеза комунистичке омладине Југославије.
Учесник Народноослободилачке борбе је од 1941. године. Током Тринаестојулског устанка учествовао је у ослобођењу Даниловграда. Од 1942. је био борац Пете црногорске бригаде пре њеног покрета у Босну и Херцеговину. Тамо је постао курир штаба бригаде.
Током битке на Сутјесци 1943. године, Ђуровић је учествовао у пробоју поред Саве Ковачевића. Јуришао је поред команданта када је овај био покошен рафалом, а убрзо је и сам Ђуровић погинуо у јуришу.
Указом председника Федеративне Народне Републике Југославије Јосипа Броза Тита, 27. новембра 1953. године, проглашен је за народног хероја.